# Yann Destal
Pour les articles homonymes, voir Destal.
 (juillet 2011).
Si vous disposez d'ouvrages ou d'articles de référence ou si vous connaissez des sites web de qualité traitant du thème abordé ici, merci de compléter l'article en donnant les références utiles à sa vérifiabilité et en les liant à la section « Notes et références ».
Yann Destal, de son vrai nom Yann Destagnol, né le 14 juillet 1978 à Paris est un auteur-compositeur-interprète, chanteur et multi-instrumentiste français.

## Biographie
Il intègre l’American School of Modern Music à Paris, où il apprend le jazz et la batterie, rencontre Romain Tranchart. Ensemble ils forment le groupe Modjo et composent leur première chanson : Lady (Hear Me Tonight) et signent chez Barclay/Universal, l'été 2000, et s'installe numéro un des ventes en Angleterre pour la première fois. En 2002, il remporte la Victoire de l'album de musiques électroniques, Techno, Dance de l'année.
Il sort alors The Great Blue Scar, en solo, avec Bertrand Burgalat et produit à Londres avec l'aide des producteurs Paul Kendal (Depeche Mode, Goldfrapp,...) et Steven Hague (Peter Gabriel, Pet Shop Boys,...). L'un des titres de cet album, Feel Else est utilisé dans le cadre d'une campagne publicitaire pour le parfum "V" de Valentino. Les résultats du disques sont décevants.
En septembre 2011, il sort un EP intitulé Stay By Me avec Raw Man, avec lequel il a formé le groupe Priors, mais également quelques "featurings" (Louis Laroche, Dax Riders, Revolte…).
En 2010, il joue le rôle principal dans le court-métrage de Marine Alice Le Du Orphée New Wave, puis l'année suivante dans celui de Nicolas Engel, Les Pseudonymes.
En 2013, il sort un album, Let me be mine, influencé par la musique des années 70,. En 2016 il sort un single Guardia de la noche, réalisé par l’artiste contemporain Ada Yu et Théodore Bouret lors d’une installation d’art contemporain. 
En 2017, il joue dans la comédie musicale, Welcome to Woodstock au Comedia. Le spectacle est mis en scène par Laurent Serrano et la chorégraphe Cécile Bon. Il forme ensuite le groupe Saint Eldorado